# Bohumil Starnovský
Bohumil Starnovský (Praga, 3 de outubro de 1953) é um ex-pentatleta checo medalhista olímpico . 

## Carreira
Bohumil Starnovský representou seu país nos Jogos Olímpicos de 1976 e 1980, na qual conquistou a medalha de prata, no pentatlo moderno por equipes em 1976. 